# Parma (Michigan)
Pour les articles homonymes, voir Parma.
Parma est un village du comté de Jackson, dans l'État du Michigan, aux États-Unis. En 2020, il comptait une population de 780 habitants.